# Mario Gismondi
Mario Gismondi (Binetto, 26 luglio 1926 – Bari, 12 aprile 2012) è stato un giornalista italiano, direttore del quotidiano Corriere dello Sport - Stadio dal 1º maggio 1972 al 6 agosto 1976.

## Biografia
Giornalista sportivo, fu prima inviato della Rai e poi si dedicò all'attività sui quotidiani, alla Gazzetta del Mezzogiorno e poi al Corriere dello Sport - Stadio. Nel 1979 fondò due quotidiani, tra cui il Quotidiano Puglia, e un'emittente locale attiva nella regione pugliese.

## Opere
- Cronaca di un errore: la biennale delle retrocessioni. Dal 1944 ad oggi lo sfacelo del Bari in tutti i suoi retroscena, 1951, Bari, Editori Laterza
- I giorni dei giochi di Tokyo, 1965, Bari, Editori Laterza
- L'altra faccia del Giappone, 1965, Bari, Edizioni Dedalo
- E fu subito Corea: coppa Rimet '66, 1967, Bari, Edizioni Dedalo
- Taranto: la notte più lunga. Foggia: la tragica estate, 1968, Bari, Edizioni Dedalo
- Olimpiade con l'elmetto: i giorni dei giochi di Citta del Messico, 1969, Bari, Gisca
- Messico senza sombrero, 1973, Torino, SEI
- Dal Riva in più al 1/2 Rivera: aspettando Monaco, 1974, Roma, Edizioni Sportive
- I mondiali delle chinagliate, 1975, Roma, Edizioni Sportive
- Giornalismo amore mio, 1987, Gruppo editoriale Sigma 86
- Palazzinari di Puglia e dintorni, 1989, Gruppo editoriale Sigma 86
- Storie di casa mia, 1992, Gruppo editoriale Sigma 86
- Quando il calcio era ancora calcio, 1994, Gruppo editoriale Sigma 86
- Il ras e suo nipote: storia di una famiglia post contadina del 900 pugliese, 2004, Gruppo editoriale Sigma 86 ISBN 88-900344-6-7